# Dağbeli, Döşemealtı
Dağbeli là một thị trấn thuộc huyện Döşemealtı, tỉnh Antalya, Thổ Nhĩ Kỳ. Dân số thời điểm năm 2011 là 2.082 người.